# Ruokasaari
Ruokasaari är en ö i Finland. Den ligger i sjön Rautavesi och i kommunen Gustav Adolfs i den ekonomiska regionen  Lahtis ekonomiska region  och landskapet Päijänne-Tavastland, i den södra delen av landet, 180 km norr om huvudstaden Helsingfors. Öns area är 8,6 hektar och dess största längd är 0,6 kilometer i nord-sydlig riktning.